# 赫尼利奇基
49°39′54″N 26°5′53″E / 49.66500°N 26.09806°E
赫尼利奇基（羅馬化：Hnylychky）是烏克蘭的村落，位於該國西部捷爾諾波爾州，由捷尔诺波尔区負責管轄，面積2.2平方公里，2001年人口1,221，人口密度每平方公里183.4人。